# Алпертс, Флор
Флор Альпертс (12 сентября 1876, Антверпен — 5 октября 1954, Антверпен) — бельгийский дирижёр и композитор.

## Биография
Родился в Антверпене 12 сентября 1876 года.
Рано потерявший родителей, с 1885 года учился во фламандской музыкальной школе в Антверпене, которая позже (в 1898 году) стала Королевской консерваторией. Изучал гармонию и композицию у Я. Блокса и П. Бенуа. Дирижированию обучался у Э. Кёрвелса. С 1891 года играл на скрипке в различных оркестрах, в том числе в оркестре театра Bourlaschouwburg (англ.)
С 1903 года был профессором Антверпенской консерватории по классу композиции. В 1934—1941 годах был её директором. Одновременно, с 1906 года возглавлял различные симфонические оркестры Бельгии. Дирижировал, в основном, произведения П. Бенуа; а также музыку Игоря Стравинского и Артура Онеггера.
Среди его учеников была Дениз Толковская.
Как композитор Алпертс был последователем фламандского направления в бельгийской музыке. Прошёл эволюцию от импрессионизма через экспрессионизм к неоклассическому стилю. Писал музыку в основном для симфонического оркестра; в числе его произведений:
- «Психея» (1901);
- «Весенняя симфония» (1907);
- опера «Шейлок» (по У. Шекспиру, 1913);
- симфоническая поэма «Тиль Уленшпигель» (по Ш. де Костеру, 1927);
- концерт для скрипки с оркестром (1948);
- камерные произведения, пьесы для фортепиано; 3 кантаты, песни; музыка к спектаклям.

Был упомянут как масон в списке, опубликованном «La Libre Belgique» 17 мая 1938 года.
Скончался в Антверпене 5 октября 1954 года. Был похоронен на антверпенском кладбище Schoonselhof.